# Атлант (футбольный клуб, Кобрин)
«Атлант» (бел. «Атлант») — белорусский футбольный клуб из города Кобрин.

## История
Клуб был основан как любительский на основе бывшего профессионального клуба «Кобрин», который не предоставил документы для участия в Первой лиге, а позже был ликвидирован. Клуб стал выступать в чемпионате Брестской области. В 2017 году клуб сменил своё название на «Атлант». В сезоне 2020 года клуб стал бронзовым призёром чемпионата Брестской области. В 2021 году клуб, после объединения областных чемпионатов со Второй лигой, также отправился выступать в третий дивизион. В марте 2024 года клуб заявился во Вторую лигу в обновлённом формате.

## Названия
- «Кобрин» (2016)
- «Атлант» (с 2017)

## Достижения
Чемпионат Брестской области
 Бронзовый призёр: 2020
Главный тренер с 2016 года — Сергей Высоцкий.